# Diao Yi'nan
Diao Yi'nan est un réalisateur et scénariste chinois, né en 1969 à Xi'an, capitale de la province de Shaanxi.

## Biographie
Diao apparaît en tant qu'acteur dans le film All Tomorrow's Parties film de Yu Lik-wai sorti en 2003. Avant cela il avait participé à plusieurs films en tant que co-scénariste.
Il réalise en 2003 son premier long métrage, Uniforme, qui remporte des prix aux festivals du film de Vancouver (prix Dragons and Tigers) et de Rotterdam (prix Amnesty International - DOEN et prix NETPAC).
En 2007, Train de nuit, son deuxième, est présenté au festival de Cannes dans la section Un certain regard.
Son troisième film Black Coal (chinois simplifié : 白日焰火 ; pinyin : Bai Ri Yan Huo) remporte l'Ours d'or du meilleur film, lors de la Berlinale 2014.

## Filmographie

### Réalisateur
- 2003 : Uniforme (制服, Zhìfú)
- 2007 : Train de nuit (夜車, Yè chē)
- 2014 : Black Coal (白日焰火, Bai Ri Yan Huo)
- 2019 : Le Lac aux oies sauvages (南方车站的聚会, Nánfāng chēzhàn de jùhuì)

### Scénariste
- 1997 : Spicy Love Soup (爱情麻辣烫) de Zhang Yang
- 1997 : Shower (洗澡) de Zhang Yang
- 2001 : All the Way (走到底) de Shi Runjiu